# Anemplocia flammifera
Anemplocia flammifera là một loài bướm đêm trong họ Geometridae.